# Aktal
Aktal (russisch Актал) ist ein Dorf in der Republik Altai in Russland mit 6 Einwohnern (Stand 2016).

## Geographie
Das Dorf liegt in der Tschuja-Steppe etwa 20 km entfernt von Kosch-Agatsch.

## Geschichte
Aktal wurde 1914 gegründet. Aufgrund von ständig hochkommendem Grundwasser wurde in den 1980er Jahren die Bevölkerung des Dorfes in den nahgelegenen Schana-Aul umgesiedelt.

## Bevölkerung
| Jahr          | 2010 | 2011 | 2012 | 2013 | 2014 | 2015 | 2016 |
| Einwohnerzahl | 12   | 12   | 10   | 8    | 7    | 7    | 3    |

Laut Angaben der Volkszählung 2002 bestanden 100 % der Bevölkerung aus Kasachen.